# SyMon Bootmanager
SyMon Bootmanager ist ein kleiner Partitions- und Bootmanager, der vollständig im Assembler-Code geschrieben ist und somit sehr wenig Speicherplatz für seine Installation benötigt. Das Programm ermöglicht es, bis zu 36 Partitionen auf einer Festplatte anzulegen, dabei lassen sich auf diesen Partitionen bis zu 20 Betriebssysteme organisieren. Trotz seiner geringer Größe hat das Programm eine pseudo-grafische Oberfläche und ist mit zahlreichen Funktionen ausgestattet.
Zu seinen besonderen Eigenschaften zählen unter anderem:
- Unabhängigkeit von Betriebssystemen: das Programm ist selbst dann lauffähig, wenn kein Betriebssystem installiert ist.
- Hohe Flexibilität: das Programm kann jedes Betriebssystem booten, welches auch mit dem Standard-Boot-Loader bootfähig ist.
- Recovery-Funktion: ein sequenzielles Abtasten der Festplatte findet verlorene Partitionen.
- Umfangreiche Online-Dokumentation auf Deutsch.
- Keine eigene Partition notwendig: das Programm wird normalerweise in Track 0 einer Festplatte installiert, bei Konflikten mit anderer Software ist optional eine Installation in Track 1 möglich.
- Eingebauter Disk Editor
- Eingebautes Passwort-Modul
- Offenes Plug-in API: ermöglicht eine Erweiterung der Basis-Funktionalität durch Plug-ins.

Das Programm wurde von Vladimir Dashevsky entwickelt und ist kostenlos. Die aktuelle Version ist R3.21.